# El Turista
El Turista är ett studioalbum av den amerikanske artisten Josh Rouse. Det gavs ut i mars 2010 på skivbolaget Yep Roc.

## Låtlista
Om annat inte anges är låtarna skrivna av Josh Rouse
1. "Bienvenido"
2. "Duerme" (Bola De Nieve, Rouse)
3. "Lemon Tree"
4. "Sweet Elaine"
5. "Mesie Julian" (Bola De Nieve, Rouse)
6. "I Will Live On Islands"
7. "Valencia"
8. "Cotton Eye Joe" (Rouse, Traditional)
9. "Las Voces"
10. "Don't Act Tough"